# Ende Shneafliet
Ende Shneafliet was een Nederlandse newwaveband uit Heiloo die bestond van 1981 tot 1983.
Ende Shneafliet bracht enkele cassettes uit op het label Trumpett. Het enige concert dat de groep gaf vond plaats in de studio van het VPRO-radioprogramma Spleen op 18 september 1983 en werd rechtstreeks uitgezonden. Het gespeelde materiaal werd speciaal voor de uitzending geschreven. De opname kreeg een catalogusnummer van Trumpett (TRUM 0020) maar werd destijds niet uitgegeven. Abonnees van het Spleen Magazine kregen een hoesje voor de door de luisteraar op te nemen cassette met dat TRUM-nummer er op. Staaltape bracht het concert op cassette uit in 1988, aangevuld met demo- en oefenmateriaal voor het concert. Trumpett bracht het alsnog uit in 1999, op cd, en tevens werden enkele andere tapes en niet eerder uitgebrachte nummers van de groep op cd uitgebracht. In 2006 brachten Trumpett en Enfant Terrible nog het verzamelalbum Twistin' On The Tombstones uit op een dubbel-lp.